# Seekrieg während der Operation Overlord
Luftkrieg · Seekrieg
Neptune · Caen · Carentan · Cherbourg · Saint-Lô · Cobra · Bretagne · Lüttich · Falaise · Paris

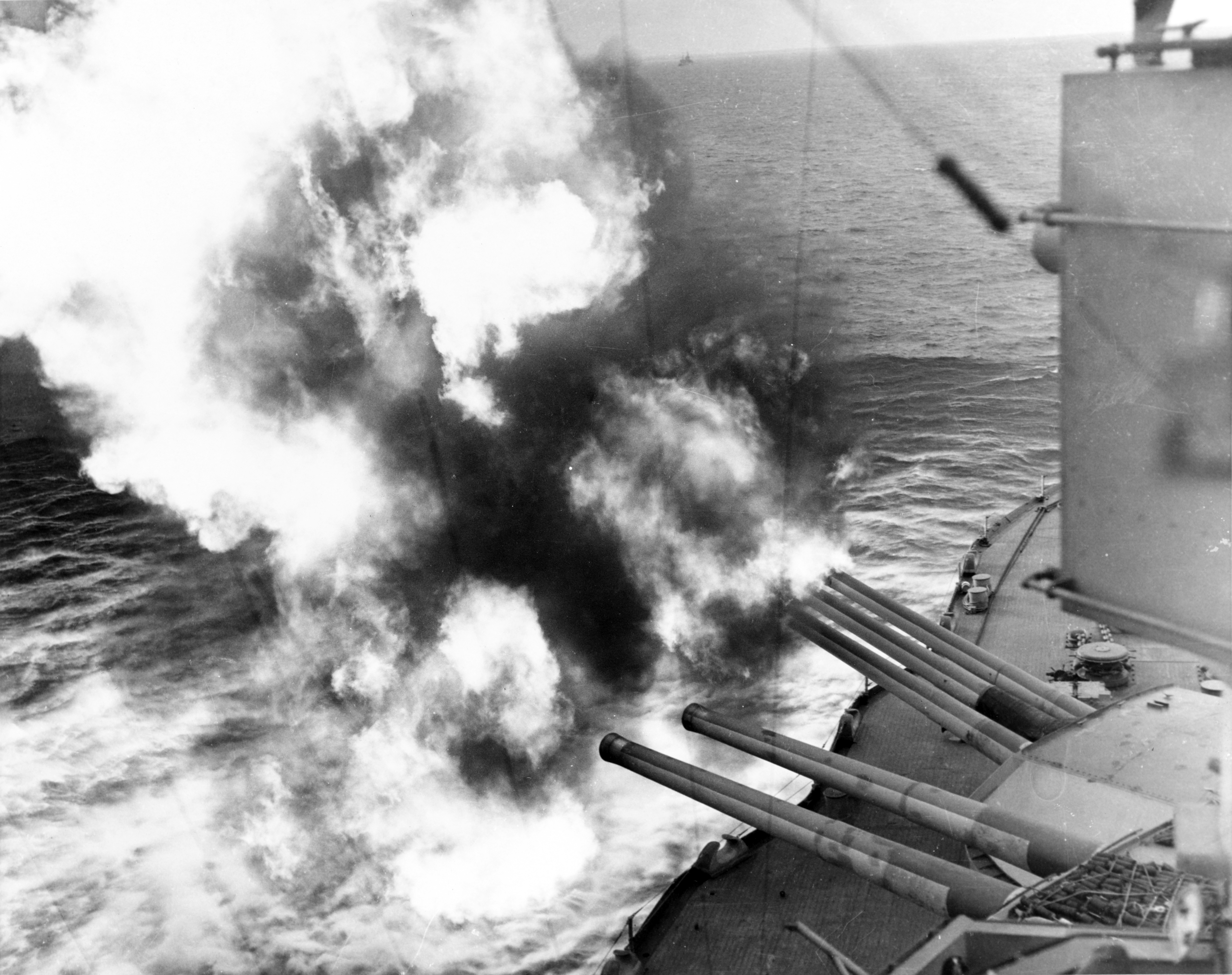
Das amerikanische Schlachtschiff Nevada beschießt deutsche Küstenstellungen, um die Landungen am Utah Beach zu sichern

Der Seekrieg während der Operation Overlord umfasste die Kampfhandlungen zwischen deutschen und alliierten Seeverbänden im Zeitraum von Anfang Juni bis Mitte August 1944 im Ärmelkanal.
Unter dem Codenamen Operation Overlord planten die West-Alliierten seit Anfang 1944 ein militärisches Unternehmen zur Gewinnung einer festen Basis in Frankreich und zur Errichtung einer weiteren Front (in Deutschland Westfront genannt) gegen das nationalsozialistische Deutschland. Unteroperationen im Rahmen dieses Projekts erhielten eigene Codenamen: Die Operation Neptune bezeichnete beispielsweise die eigentliche Invasion, also die Anfahrt, die Landung und die Sicherung eines Brückenkopfes an den Stränden der Normandie. Für diese Operation stellten die Alliierten eine große Flotte von Kriegsschiffen auf, die kurz vor und während der Landung die deutschen Verbände an den Stränden zermürben und deren Stellungen zerstören sollte. Außerdem sollte sie die eigentliche Invasionsflotte und später die Nachschubtransporte schützen.
Beide Seiten setzten während der Seegefechte neben konventionellen auch spezielle Methoden wie Kleinst-U-Boote, bemannte Torpedos oder Raketen ein. Die großen Verluste beider Seiten entstanden teilweise durch natürliche Widrigkeiten wie Stürme.
Den Alliierten gelang es, wichtige Versorgungseinrichtungen zu schaffen (zum Beispiel künstliche Häfen – die sogenannten Mulberrys – sowie zwei Pipelines durch den Ärmelkanal, eine am 12. August und eine am 10. Oktober).
Sie eroberten in der Schlacht um Cherbourg (14.–26. Juni 1944) den unter anderem für die Versorgung wichtigen Hafen von Cherbourg. Durch das Zusammenspiel von Marine-, Luft- und Landstreitkräften gelang es den Alliierten, eine feste Basis in Frankreich zu etablieren und zu stabilisieren und dadurch schließlich ihr Kriegsziel – die Eroberung Deutschlands und die bedingungslose Kapitulation der Wehrmacht – zu erreichen.

## Hintergrund

### Ausgangssituation
Bereits vor dem Kriegseintritt der USA im Dezember 1941 war ein Engagement auf dem europäischen Kriegsschauplatz absehbar. In der Konferenz von Washington 1941 kamen Franklin D. Roosevelt und Winston Churchill überein, dass eine Landung auf dem europäischen Kontinent entweder über das Mittelmeer, von der Türkei aus auf dem Balkan oder in Westeuropa erforderlich wäre. Man zog den Angriff auf die deutsche Wehrmacht gegenüber dem Krieg im Pazifik gegen Japan vor.
Zur Entlastung der Roten Armee hatte Josef Stalin die Westalliierten zur Eröffnung einer zweiten Kriegsfront gedrängt. Auf der Konferenz von Teheran im November 1943 wurden daher Landungen in Nord- und Südfrankreich – die Operationen Overlord und Anvil – beschlossen. Im Gegensatz zu Winston Churchill, der – angeblich aufgrund fehlender Transportmittel – auf die Operation Anvil verzichten wollte, favorisierte Stalin die ursprünglich geplante Zangenbewegung. Die Rote Armee hatte diese Taktik schon öfter erfolgreich angewandt. Unterdessen hielten die Amerikaner eine Invasion in Südfrankreich ebenfalls für sinnvoll, da die Häfen von Toulon und Marseille gute Nachschub- und Versorgungsmöglichkeiten für die alliierten Truppen in Frankreich böten. Eine Invasion in Südfrankreich (Operation Anvil) wurde verschoben und als Operation Dragoon schließlich zeitversetzt im August 1944 durchgeführt, da Churchill befürchtete, dass durch einen zeitnahen Verlauf die Kampfkraft der alliierten Streitkräfte auf zu viele Kriegsschauplätze gleichzeitig verteilt und dadurch der Vormarsch verlangsamt würde.
Auf der Casablanca-Konferenz beschloss man in Abwesenheit Stalins die Gründung eines kombinierten Hauptquartiers, des Supreme Headquarters Allied Expeditionary Force. Die Führung als Supreme Allied Commander sollte Dwight D. Eisenhower übernehmen. Bereits vor seiner Ernennung Anfang 1944 wurde ein Planungsstab unter dem Chief of Staff to the Supreme Allied Commander (COSSAC), Lieutenant-General (Generalleutnant) Frederick E. Morgan, gebildet, der die Vorplanungen für die Operation Overlord betrieb.
- Den Oberbefehl über die Landeeinheiten erhielt Feldmarschall Bernard Montgomery.
- Die Seestreitkräfte befehligte Admiral Bertram Ramsay, und
- die Luftstreitkräfte Air Chief Marshal Trafford Leigh-Mallory.

Ziel der Operation war, die Kontrolle über die Städte Caen, Bayeux, Saint-Lô und Cherbourg zu gewinnen.

### Strategische Lage der Kriegsgegner
Die Briten hielten vor Schottland drei Flugzeugträger, drei moderne Schlachtschiffe und sechzehn weitere größere Kriegsschiffe in Reserve, zum einen, damit diese nicht vor der Normandie durch Minen beschädigt würden, zum anderen, damit Geleitzüge durch die Arktis sowie das Küstengebiet Großbritanniens geschützt werden konnten. Da das Repertoire an Schiffen, das der Royal Navy zur Verfügung stand, deshalb nicht für eine Invasion ausreichte, zogen die Briten Besatzungen von Heer, Luftwaffe und Minenlegeflottillen ab, um wichtigere Kriegsschiffe bemannen zu können. Außerdem zog die britische Admiralität Schiffe aus dem Mittelmeerraum ab, stoppte die Verlegung von Schiffsverbänden in den Indischen Ozean und verminderte die Anzahl der Geleitschiffe für Konvois im Atlantik.
Da Eisenhower und sein Stab aber weiterhin befürchteten, die Armada könnte zu klein sein, wurden Schiffsverbände der US-Marine zur Verstärkung hinzugezogen. Die Amerikaner mussten jedoch auf im Pazifik (→ Pazifikkrieg) stationierte Schiffe – so auch auf alle Flugzeugträger – verzichten. Durch die Lage im Pazifikkrieg ließen sich die Amerikaner vorerst auch nicht zu einer Zusicherung überreden, die von den Briten geforderte Anzahl an Landungsbooten zu schicken, obwohl die Massenproduktion von amphibischen Einheiten aufgrund des Marshall-Memorandums seit 1942 auf Hochtouren lief.
Nach Konflikten über die Notwendigkeit zusätzlicher amerikanischer Schiffe bei der Invasion in der Normandie entsandte der amerikanische Entscheidungsträger für die Marine, Ernest J. King, drei alte Schlachtschiffe und ein Zerstörergeschwader sowie zahlreiche Landungsboote zur Unterstützung der Invasion nach England. Neben diesen Schiffen sollten am 5. Juni 1944 auch 49 Kriegsschiffe mit französischen, polnischen, griechischen, niederländischen und norwegischen Besatzungen auslaufen.
Die Alliierten konnten zur Unterstützung der Invasion insgesamt sieben Schlachtschiffe, zwei Monitore, dreiundzwanzig Kreuzer, drei Kanonenboote, 105 Zerstörer und 1.073 kleinere Kriegsschiffe zusammenziehen. Des Weiteren zogen sie 4.126 Landungsschiffe und -boote, 736 Unterstützungsschiffe und -boote sowie 864 Handelsschiffe zusammen und kamen so insgesamt auf 6.939 eingesetzte Schiffe.
Der Stabschef der Royal Navy berichtete über die Anzahl der eingesetzten Schiffe:

“It is a commonplace expression to say that an anchorage is ‚full of ships‘, but in the case of East and West Solent, with an available area of approximately 22 square miles in which to anchor ships, it was literally true. On 18 May, the Admirality offered the C-in-C [Commander-in-Chief] Portsmouth the services of HMS Tyne, but it was only possible to accept her because HMS Warspite was not being sent to Portsmouth till D-Day, which gave us one berth in hand.”

„Es ist eine allgemeine Redewendung, zu sagen, dass ein Ankerplatz ‚voll von Schiffen‘ sei, aber im Fall vom Ost- und West-Solent [den Ankerplätzen der alliierten Streitkräfte an der Küste Englands], mit einem etwa 22 Quadratmeilen großen Ankergrund für die Schiffe, war es buchstäblich wahr. Am 18. Mai [1944] bot die Admiralität dem Oberbefehlshaber in Portsmouth die Unterstützung der Tyne an, die jedoch nur angenommen werden konnte, weil die Warspite bis zum D-Day nicht nach Portsmouth entsandt wurde, was uns einen Ankerplatz zur Verfügung stellte.“

Die Einsatzmöglichkeiten der deutschen Kriegsmarine gegen die alliierten Landeoperationen waren begrenzt (→ Deutsche Situation in der Normandie im Jahr 1944). Im Juni 1944 verfügte die Kriegsmarine über keine größeren Überwassereinheiten in den Stützpunkten in Frankreich (→ Schematische Kriegsgliederung der Wehrmacht für die Operation Overlord#Kriegsmarine). Die Einfahrten zum Kanal wurden zudem durch starke Kriegsschiffverbände der Alliierten geschützt, die auch die Lufthoheit über dem Kanal hatten (→ Luftkrieg während der Operation Overlord). Offensichtlich hatte daher die Kriegsmarine keine Chance, die alliierten Nachschublinien über den Kanal zu unterbrechen. Gleichwohl wurden Einheiten der Kriegsmarine in dieses Unterfangen geschickt.

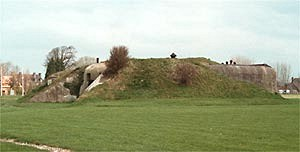
Eine Kasematte in der Artilleriebatterie bei Merville

Die Kriegsmarine besaß am 6. Juni 1944 im gesamten Kanalbereich nur fünf Torpedoboote, 39 Schnellboote – von denen fünf nicht einsatzbereit waren – 163 Minensuch- und Räumboote, 57 Vorpostenboote (Kriegsfischkutter) und 42 Artilleriefährprahme. Hinzu kamen fünf Zerstörer, ein Torpedoboot, 146 Minensuch- und Räumboote und 59 Vorpostenboote, die an der Atlantikküste zwischen Brest und Bayonne stationiert waren. Im mittleren Kanal – dort, wo die Invasion stattfand – verfügten sie nur über vier Torpedoboote, fünfzehn Schnellboote, neun Vorpostenboote und sechs Artilleriefährprahme. Die Deutschen hatten eine Invasion aufgrund der kürzeren Distanz und getäuscht durch die Operation Fortitude eher in der Gegend von Boulogne und Calais erwartet.
Generalfeldmarschall Erwin Rommel inspizierte 1944 die deutschen Verteidigungsanlagen des Atlantikwalls, die zu diesem Zeitpunkt teilweise schon veraltet waren, und gab mehrere Neuerungen vor Juni 1944 in Auftrag. Er setzte sich dabei stark für den Ausbau der Strandbefestigungen und des nahen Hinterlandes mit Hindernissen und Minen ein. Einige der Bunker waren noch in der Bauphase, als die alliierten Verbände landeten. In Frankreich errichtete die Organisation Todt mit erheblichem Bauaufwand und dem Einsatz tausender Zwangsarbeiter Bunkeranlagen für Geschütze schwersten Kalibers.

## Operation Neptune – Die Unterstützung der alliierten Landung an den Stränden

### Vorbereitung und Planung

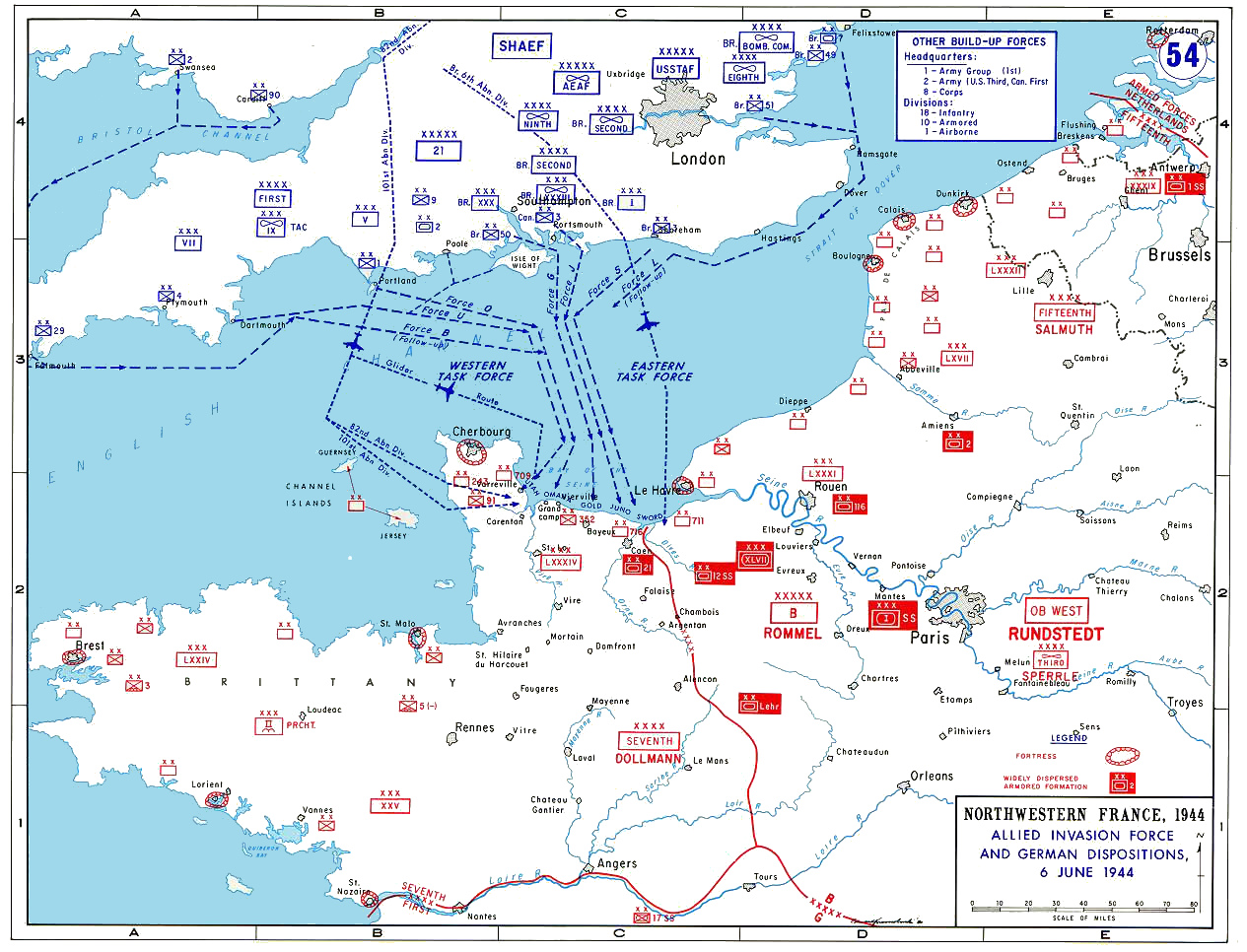
Karte der Operation Neptune

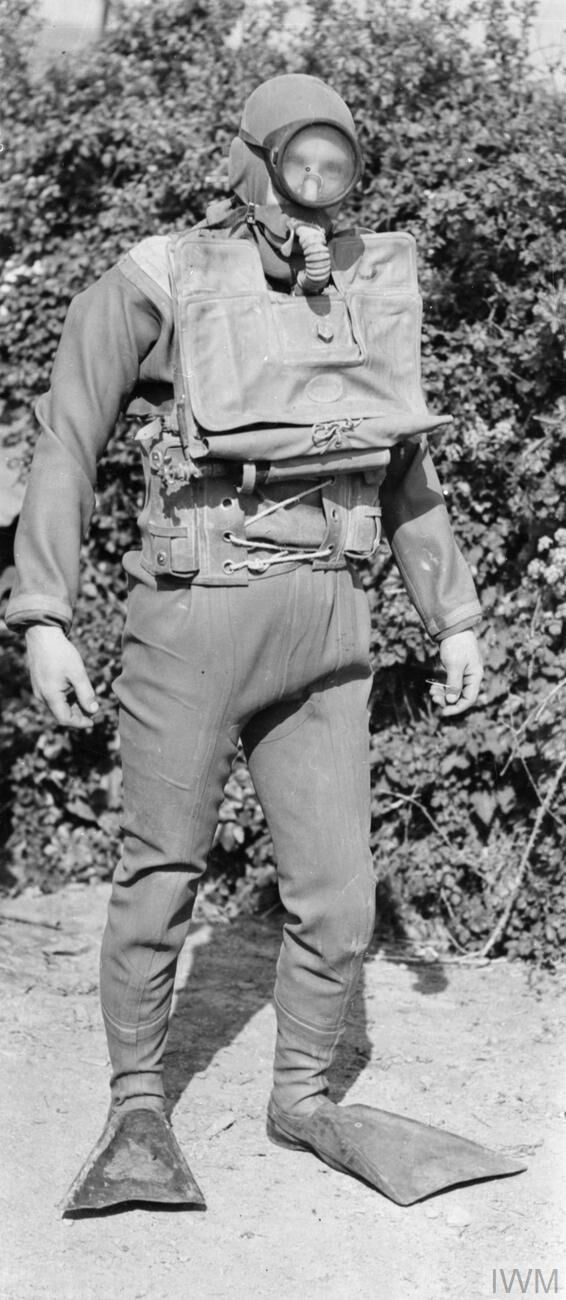
Britische Kampfschwimmer säuberten die Küste der Normandie von Hindernissen und erkundeten das Gelände, soweit möglich

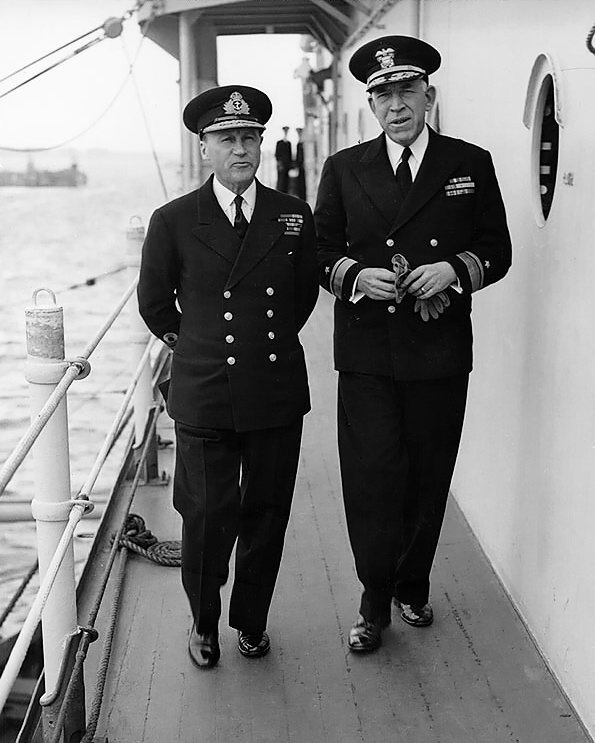
Der britische Admiral Bertram Ramsay (links) und der US-amerikanische Konteradmiral John L. Hall am 25. Mai 1944 auf der USS Ancon

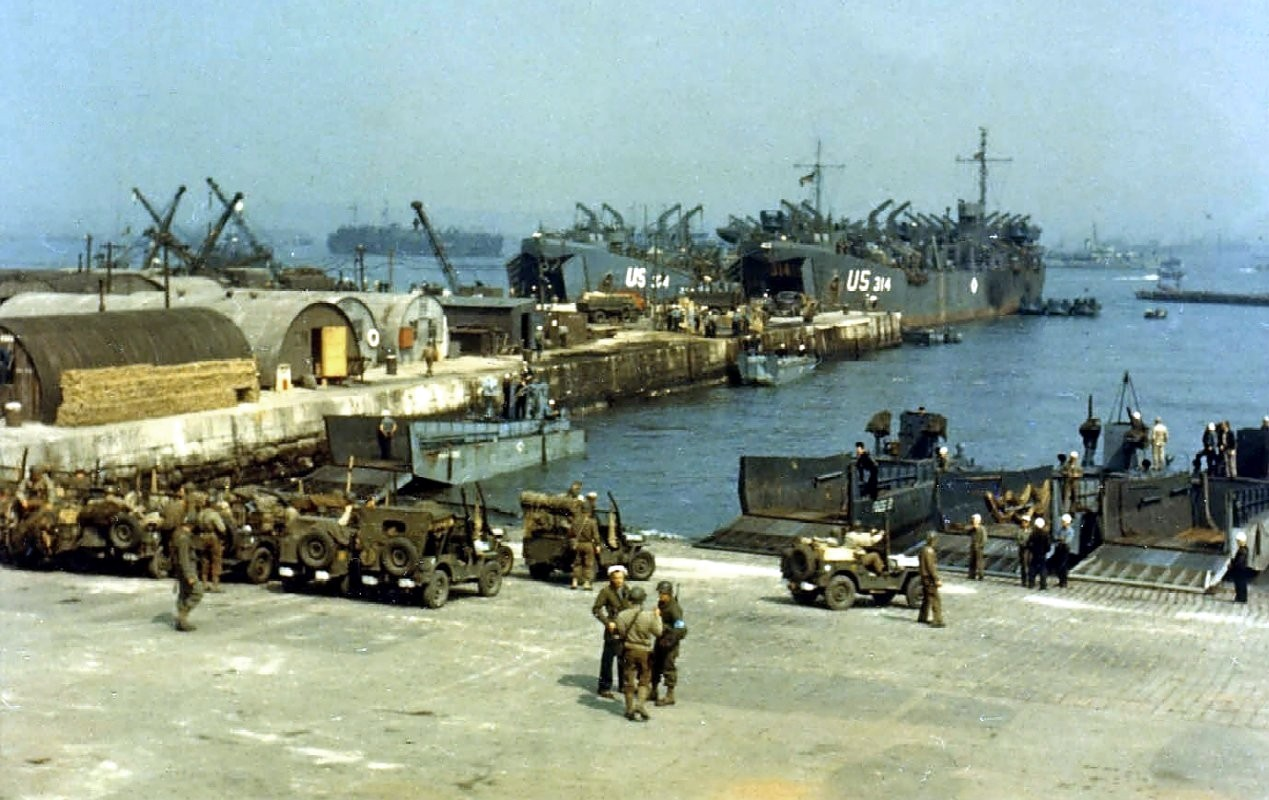
Beladen von Landungsbooten in einem englischen Hafen (Juni 1944)

Am Montag, dem 17. April 1944, begann die Royal Navy, Minen an der von den Deutschen besetzten Küste des Kanals zu legen. Von diesem Tag an wurden bis Anfang Juni etwa 6.800 Seeminen an den Häfen zwischen IJmuiden in Holland und Brest in Frankreich gelegt. Die Alliierten benutzten zum Minenlegen meist kleinere Schiffe wie etwa Motortorpedoboote. Ziel war, die Deutschen durch die Minensperren daran zu hindern, der Operation Neptune mit Schiffen entgegenzuwirken. Im Tagebuch des OKW (Oberkommando der Wehrmacht) wird dazu bemerkt:
„[…], daß der Gegner erstmalig die Seine-Mündung bei Le Havre vermint hatte. Es fragte sich, ob daraus geschlossen werden durfte, daß er hier nicht zu landen beabsichtige. Es konnte sich aber auch um Minen handeln, die nur einige Zeit aktiv bleiben [und danach ungefährlich sind]“.
Bei den Vorbereitungen auf die Normandielandungen wurden auch britische Chariots (bemannte Torpedos) und Kampftaucher eingesetzt. Diese untersuchten die Gewässer, in dem die Invasion stattfinden sollte, inspizierten die Strände, soweit das möglich war, und beseitigten Hindernisse, weshalb den Alliierten gute Informationen zum Landungsbereich zur Verfügung standen. Am 6. Juni zerstörten britische Kampftaucher viele der Strandhindernisse, die von den Deutschen zum Stoppen der Angreifer aufgestellt worden waren.
Am 23. Mai fing die Station X in Bletchley Park eine deutsche Marinenachricht auf, die deutsche Einheiten anwies, in der Seinebucht, dem alliierten Operationsgebiet, weitere Minen zu legen. Die alliierte Luftwaffe und Motortorpedoboote der Royal Navy wurden daraufhin entsandt, um die deutschen Verbände aufzuhalten und diese daran zu hindern, zusätzliche Minen in den Gewässern zu platzieren. Das gelang ihnen auch.
Die alliierte Landungsflotte war in fünf Gruppen eingeteilt, die Force U, O, G, J und S – jeweils eine pro Strandabschnitt.
Force U und O sollten in Dartmouth und Weymouth starten und die amerikanischen Strandsektoren anfahren. Diese zwei Gruppen waren zur Western Naval Task Force unter Konteradmiral Alan G. Kirk zusammengefasst, die zusammen mit der 1. US-Armee unter Lieutenant General Omar Bradley bei den Landungsstränden Omaha und Utah Beach operieren sollten. In der Nacht sollten die Force U (Konteradmiral Donald P. Moon) mit der 4. US-Infanteriedivision sowie die Force O (Konteradmiral John L. Hall) mit der 29. US-Infanteriedivision an den Stränden landen. Die Konvois für Utah und Omaha Beach bestanden insgesamt aus sechzehn Angriffstruppentransportern.
Die restlichen drei Gruppen starteten von Southampton (Force G), Portsmouth (Force J) sowie von Shoreham (Force S) und sollten die britischen und kanadischen Strandsektoren anfahren. Auch sie waren zu einer übergeordneten Gruppe, der Eastern Naval Task Force unter Konteradmiral Sir Philip Vian zusammengefasst, die zusammen mit der britischen 2. Armee unter Lieutenant General Miles Dempsey an den Landungsstränden Juno, Sword und Gold Beach operieren sollte. In der Nacht sollten die Force G (Commodore Sir Cyril Eustace Douglas-Pennant) mit der britischen 50. Infanteriedivision, die Force J (Commodore Geoffrey Oliver) mit der kanadischen 3. Infanteriedivision sowie die Force S (Konteradmiral Arthur G. Talbot) mit der britischen 3. Infanteriedivision an den Stränden landen.
Außerdem war vorgesehen, dass von der Themsemündung bei Felixstowe die Nachschubgruppe L und von Plymouth aus die Nachschubgruppe B in See stechen und gegen Abend des 6. Juni bzw. am Morgen des 7. Juni an der Normandieküste ankommen sollten.
Alle Gruppen sollten zu einem Punkt Z fahren, der dreizehn Kilometer südöstlich der Isle of Wight lag, wo sich die Flotte in einem Kreis von acht Kilometern Radius aufhalten sollte, den man „Piccadilly Circus“ nannte. Von dort würden Minensucher in Richtung Süden aufbrechen, um die fünf Küstenabschnitte vor Minen zu sichern und zu entminen. Für die Western Task Force waren hierfür 102 alliierte Minensucher und 16 Bojenleger und für die Eastern Task Force 102 Minensucher und 27 Bojenleger zugeteilt worden.
Am Morgen des 4. Juni erreichten zwei Mini-U-Boote der Alliierten die Zielgebiete von Juno und Sword Beach. Sie waren davon ausgegangen, die Invasion sei angelaufen. Sie hatten nicht mitbekommen, dass sie wieder gestoppt worden war. Da sie sich unter Wasser und nahe der Normandieküste befanden, hatten sie auch den Funkverkehr gestoppt und empfingen so nicht die Nachricht über die Verschiebung der Invasion. Am 5. Juni um 0:55 Uhr tauchten die beiden Boote dann auf und empfingen die Nachricht. Neben den zwei U-Booten waren auch 120 LCTs in See gestochen, die sich gegen 9:00 Uhr 40 Kilometer südlich der Isle of Wight befanden, dort aber noch von zwei Zerstörern gestoppt und von den neuen Befehlen in Kenntnis gesetzt wurden, woraufhin sie zurückkehrten.
Admiral Sir Bertram Ramsay, der Befehlshaber der alliierten Seestreitkräfte, informierte die Seestreitkräfte vor der bevorstehenden Operation wie folgt:

“Our task in conjunction with the Merchant Navies of the United Nations, and supported by the Allied Air Forces, is to carry the Allied Expeditionary Force to the Continent, to establish it there in a secure bridgehead and to build it up and maintain it at a rate which will outmatch that of the enemy.”

„Unsere Aufgabe ist es, zusammen mit den Handelsmarinen der Vereinten Nationen und unterstützt durch die alliierten Luftwaffen, die alliierten Expeditionskräfte zum Kontinent zu bringen, diesen dort einen sicheren Brückenkopf zu gewährleisten und ihn so schnell auszubauen, dass der Feind nicht mehr mitkommt.“

Admiral Theodor Krancke, Kommandeur des Marinegruppenkommandos West, trat am 5. Juni seine Inspektionsreise nach Bordeaux an, berichtete dem Oberbefehlshaber West jedoch vorher noch, dass „wegen der groben See die Vorpostenboote ihre Stützpunkte nicht verlassen können“, weshalb die Deutschen ihre sonstigen Aufklärungsfahrten am 5. Juni und in der Nacht zum 6. Juni nicht durchführten. Krancke berichtete später auch: „[…] nach den vorliegenden Wetterberichten […] schien eine Invasion in der Nacht vom 5. auf den 6. 6. kaum möglich“.

### Ausführung

#### Ankunft der alliierten Armada

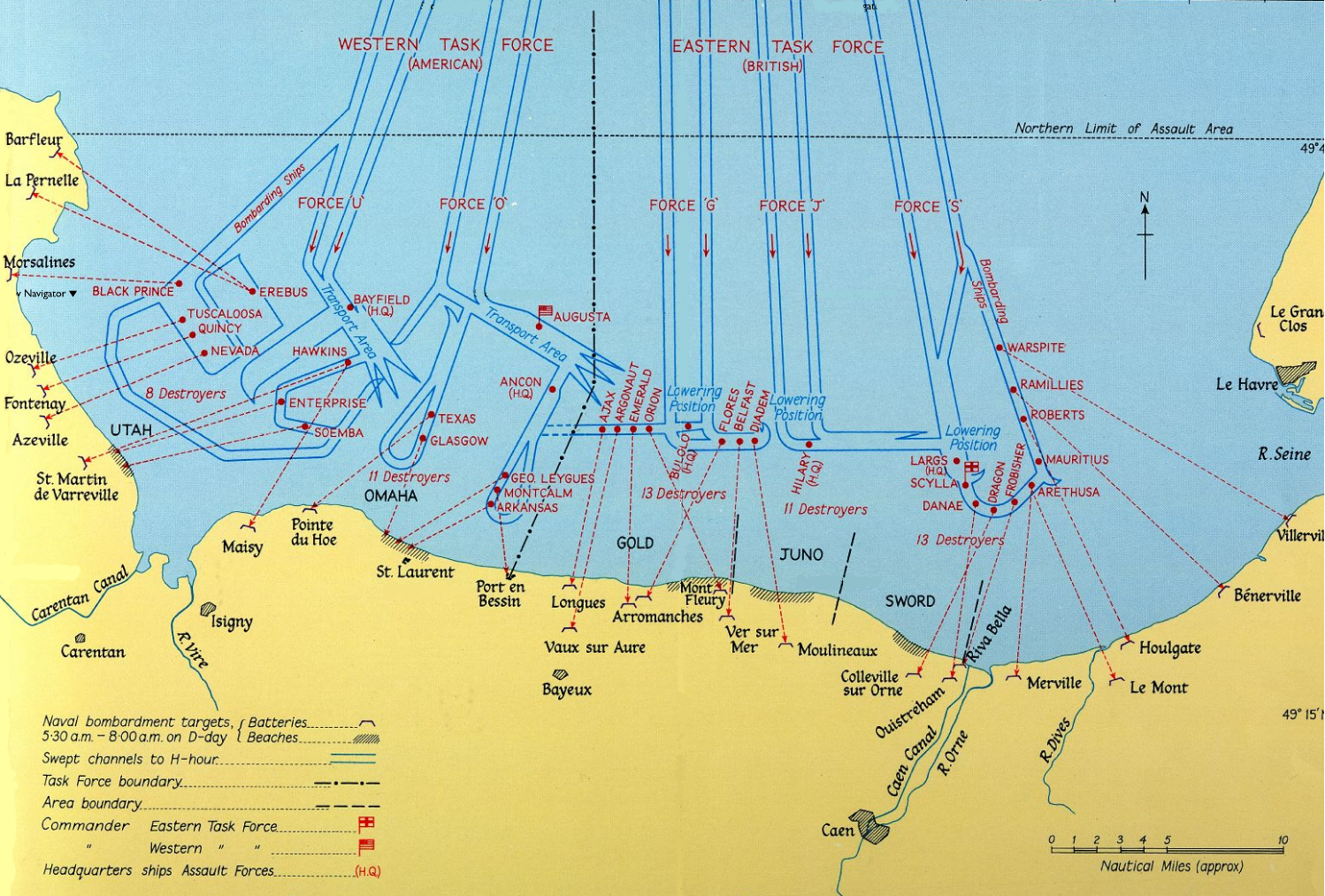
Karte der alliierten Bombardierungen von See aus, sowie der Ankerpositionen der Schiffe am 6. Juni 1944

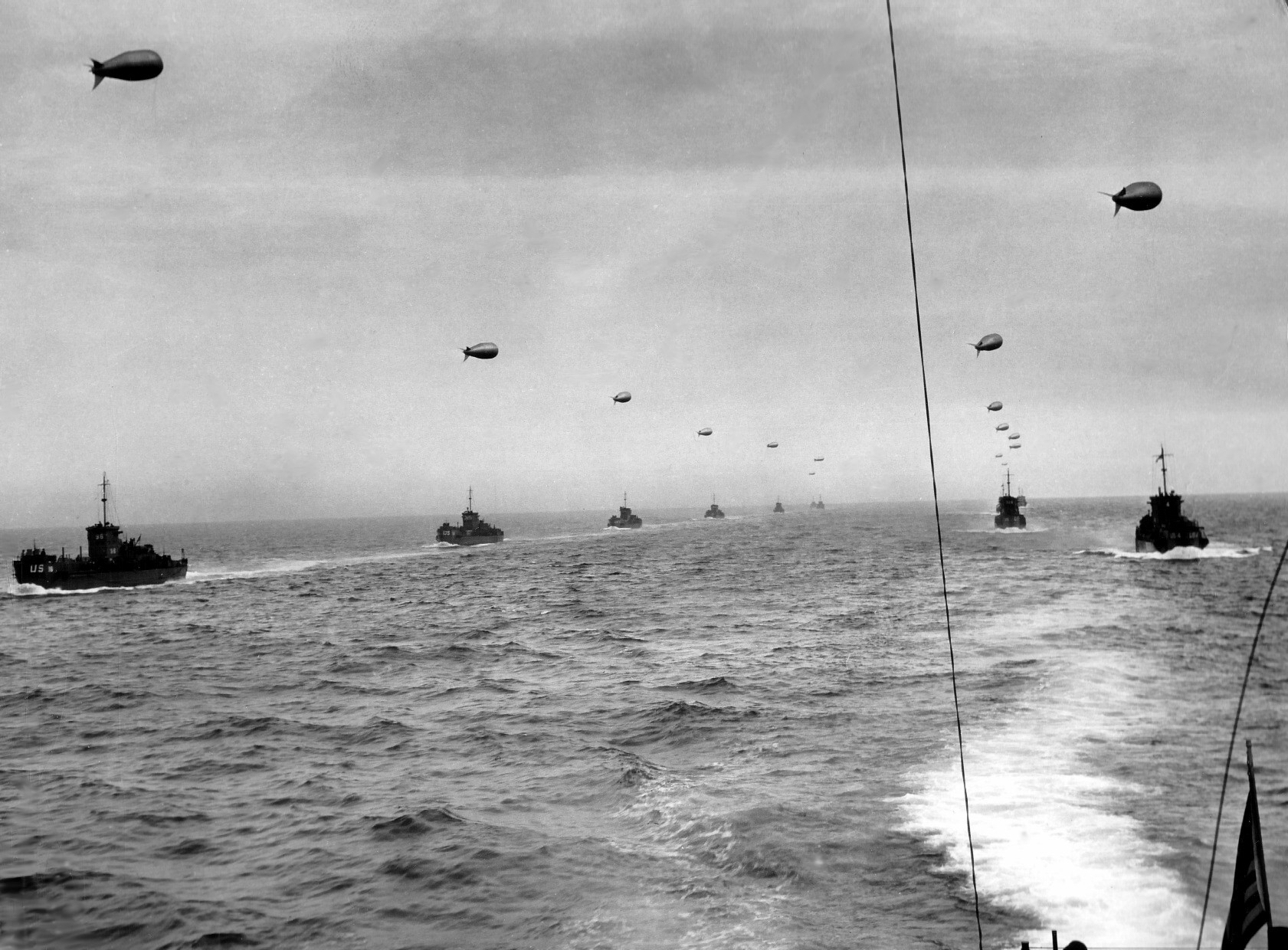
Ein Teil der alliierten Armada Kabel-Ballons bei der Überfahrt

Um 9:00 Uhr des 5. Juni stach die alliierte Armada – ausgenommen die Forces U und O – in See. Die Gruppen U und O starteten erst um 16:00 Uhr desselben Tages. Die Fahrt und die Räumung der Minen verliefen planmäßig; nur ein amerikanischer Minensucher sank. Die ersten alliierten Schiffe, die vor der Normandieküste auf die zugewiesenen Positionen (vgl. nebenstehende Karte des Schiffsbeschusses auf die Küste) vor Anker gingen, waren die USS Bayfield um 2:29 Uhr 21 Kilometer vor dem Utah Beach mit General J. Lawton Collins an Bord und die USS Ancon um 2:51 Uhr 20 Kilometer vor dem Omaha Beach. Nach und nach erreichten auch die anderen 5.300 Schiffe der Invasionsflotte ihre Positionen, wobei die Schlachtschiffe etwa 9.900 Meter und die Zerstörer etwa 4.500 Meter vor der Küste ankern sollten. Viele der an Bord befindlichen Soldaten litten nach stundenlanger Überfahrt in schwerer See unter Seekrankheit. Um 4:15 Uhr begannen die Landungstruppen, in die Landungsboote umzusteigen.
Etwa um 4:30 Uhr, 45 Minuten vor der einsetzenden Morgendämmerung, befanden sich die ersten Landungsboote auf dem Weg zu den Stränden Utah und Omaha. Sie hatten mit hohem Wellengang, Strömungen und starkem Seitenwind zu kämpfen, die sie immer wieder vom vorgesehenen Kurs abbrachten. Die Landungsboote mussten daraufhin bei Omaha Beach etwa 17 Kilometer in Richtung Strand fahren. Hierbei wurden sie von mit Funk und Radar ausgestatteten Patrouillen- und Führungsbooten geleitet.
Der US-amerikanische Captain Anthony Duke erinnerte sich an die alliierte Armada:

“By God, I’ll never forget the feeling of power – power about to be unleashed – that welled up in me as I viewed the long, endless columns of ships headed toward Normandy.”

„Bei Gott, ich werde niemals das Gefühl der Stärke vergessen – Stärke, die darauf wartete, freigesetzt zu werden – das in mir aufwallte, als ich die langen, endlosen Kolonnen von Schiffen sah, die in Richtung Normandie fuhren.“

#### Erste deutsche Reaktionen
Das deutsche Marinegruppenkommando West ließ um 4:35 Uhr Aufklärungspatrouillen auslaufen. Die 5. Torpedobootsflottille, die 15. Vorpostenflottille und die 38. Minensuchflottille liefen aus der Seinemündung aus. Beiderseits der Cotentin-Halbinsel kreuzten die 5. und die 9. Schnellboot-Flottille. Korvettenkapitän Heinrich Hoffmann verließ mit den drei einsatzbereiten Booten seiner 5. Torpedobootsflottille (T 28, Jaguar, Möwe) um 4:15 Uhr Le Havre und befand sich um 5:15 Uhr mit seinen Booten direkt vor den britischen Schiffen vor dem Sword Beach. Hoffmann entschloss sich anzugreifen und ließ um 5:35 Uhr 16 Torpedos abschießen. Die alliierten Schiffe um die HMS Warspite reagierten sofort mit Ausweichmanövern und konnten den anlaufenden Torpedos entkommen. Nur der norwegische Zerstörer Svenner erhielt einen Treffer mittschiffs und sank. Unterdessen hatten die deutschen Boote gewendet und entkamen im Nebel.

#### Eröffnung des alliierten und deutschen Geschützfeuers und Untergang derUSS Corry

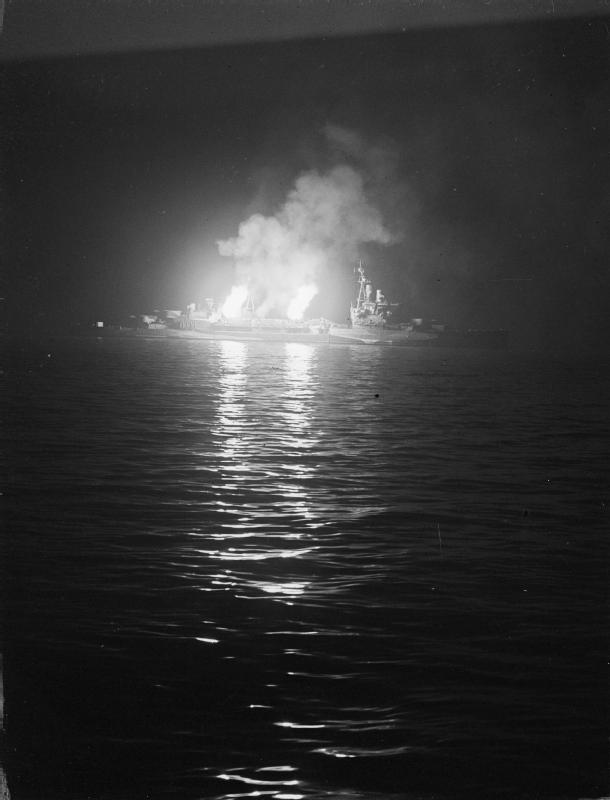
Der britische Kreuzer Belfast beschießt am D-Day die Normandieküste

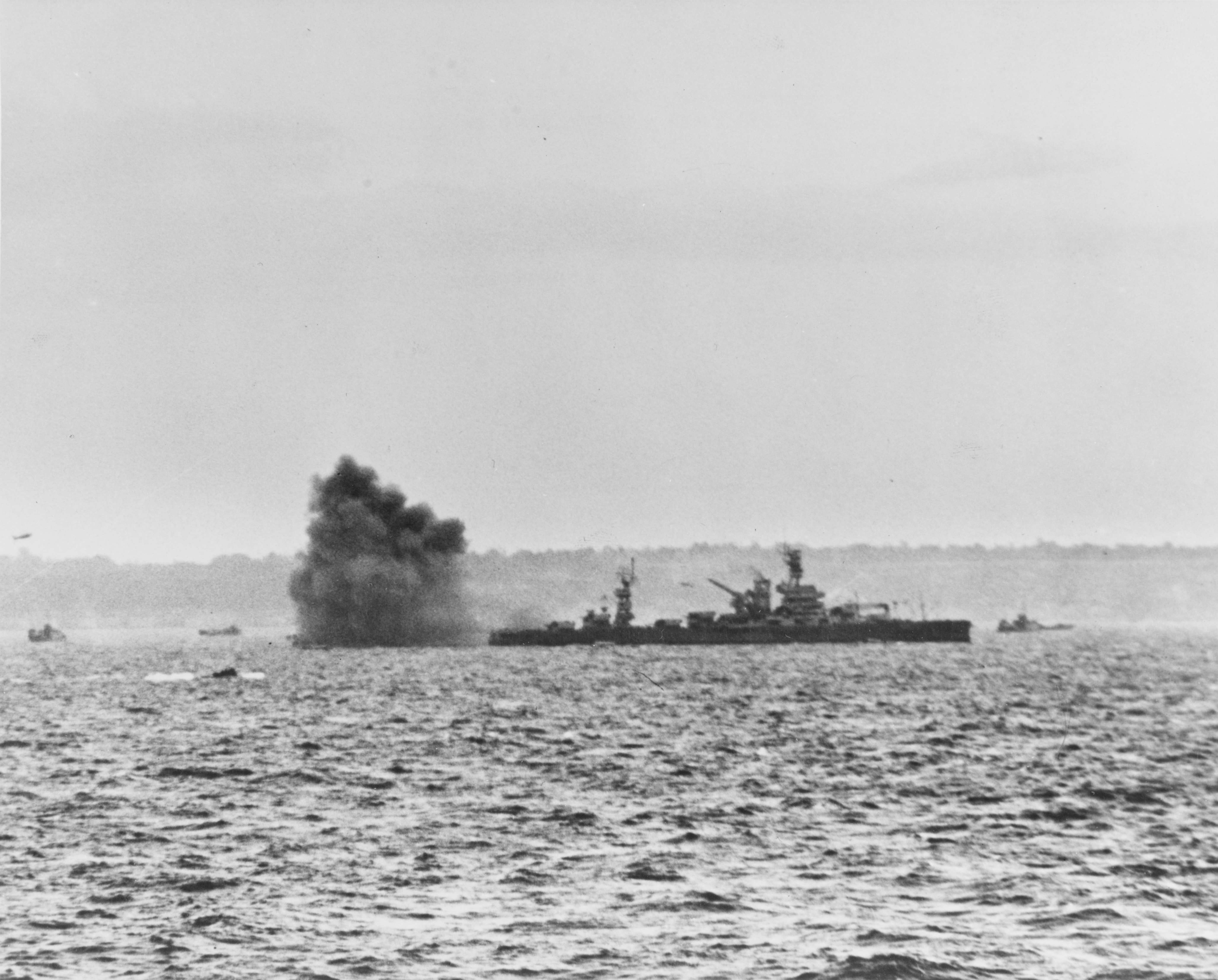
Das Schlachtschiff Arkansas beschießt deutsche Positionen am Omaha Beach

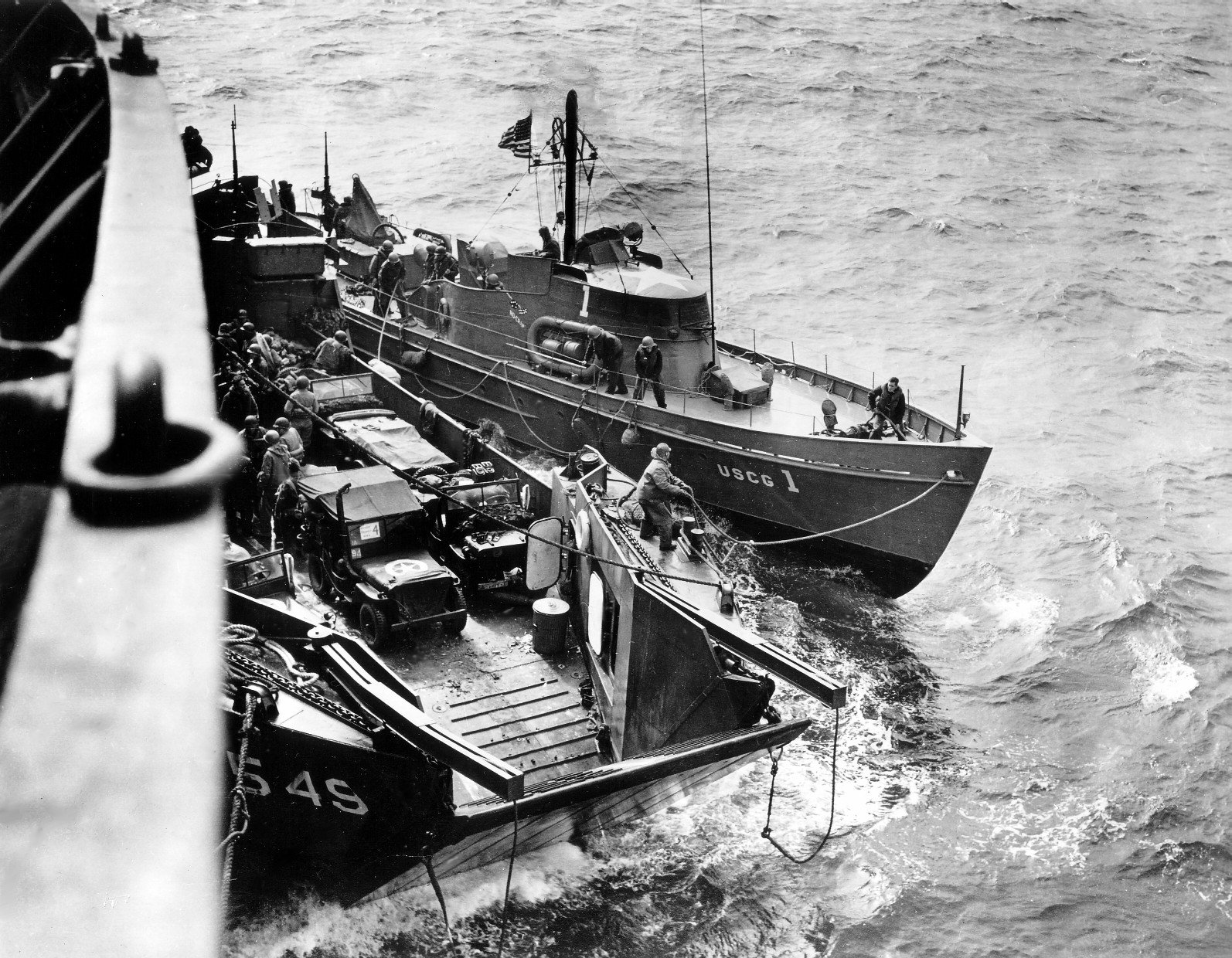
Besatzungen und Ausrüstungen werden auf ein Landungsschiff umgeladen

Nachdem die alliierten Zerstörer Fitch und Corry von einer deutschen Batterie von der Küste aus unter Beschuss genommen worden waren, gab Konteradmiral Morton Deyo, Befehlshaber der Western Task Force Bombardement Group, um 5:36 Uhr, zwanzig Minuten vor dem geplanten Zeitpunkt, allen Schiffen den Befehl zum Feuern. Die Schiffe der Eastern Task Force hatten schon früher, um 5:10 Uhr, zu feuern begonnen.
Der britische Major John Howard, der im Verlaufe der Operation Tonga schon in der Nacht mit Gleitern über der Normandie gelandet war, berichtete über den Schiffsartilleriebeschuss Folgendes:

“The barrage coming in was quite terrific. It was as though you could feel the whole ground shaking toward the coast, and this was going on like hell. Soon afterward it seemed to get nearer. Well, they were obviously lifting the barrage farther inland as our boats and crafts came in, and it was very easy, standing there and hearing all this going on and seeing all the smoke over in that direction, to realize what exactly was happening and keeping our fingers crossed for those poor buggers coming in by sea.”

„Das einsetzende Sperrfeuer war einfach großartig. Es war, als ob man spürte, wie der ganze Boden in Richtung Küste bebt, und das ging weiter wie in der Hölle. Kurze Zeit darauf schien es näher zu kommen. Nun, sie verschoben das Feuer offensichtlich weiter landeinwärts, als unsere Boote und Fahrzeuge landeten, und es war sehr leicht, als wir da standen und alles vonstattengehen hörten und den ganzen Rauch in dieser Richtung sahen, zu begreifen, was genau geschah, und die Finger gekreuzt zu halten für jene armen Kerle, die dort vom Meer her landeten.“

Holdbrook Bradley, ein Korrespondent der amerikanischen Zeitung Baltimore Sun, der an Bord eines Landungsschiffes zum Omaha Beach fuhr und von diversen Kriegsschauplätzen und Kriegen berichtet hatte, beschrieb das Schiffsbombardement später:

“The sound of battle is something I’m used to. But this [the opening bombardments on D-Day] was the loudest thing I have ever heard. There was more firepower than I’ve ever heard in my life and most of us felt that this was the moment of our life […].”

„Kampflärm ist etwas Vertrautes für mich. Aber dies [das Eröffnungsbombardement am D-Day] war das lauteste, was ich jemals gehört habe. Dort war mehr Feuerkraft, als ich jemals in meinem Leben gehört habe, und die meisten von uns hatten das Gefühl, dass das der [wichtigste] Moment unseres Lebens war […].“

Die Artilleriestellung bei Longues-sur-Mer eröffnete um 5:37 Uhr das Feuer auf den Zerstörer USS Emmons vor Omaha Beach. Die abgefeuerten zehn Schuss verfehlten aber das amerikanische Schiff. Als nächstes Ziel geriet das Schlachtschiff USS Arkansas ins Visier der Batterie. Auch hier konnten keine Treffer verzeichnet werden. Im Gegenzug eröffnete die USS Arkansas um 5:52 Uhr das Feuer auf die Batterie und schoss 130 Schuss auf sie ab, jedoch ohne zu treffen. Als näher liegende Ziele auftauchten, richtete die deutsche Batterie ihre Rohre darauf aus.
Alliierte Flugzeuge sollten eine Rauchwand zwischen der alliierten Armada und den deutschen Stellungen legen, um den Deutschen die Sicht zu nehmen. Einige dieser Flugzeuge erschienen um 6:10 Uhr auch am Utah Beach und legten die besagte Rauchwand. Das Flugzeug, das den US-amerikanischen Zerstörer USS Corry verdecken sollte, wurde jedoch von deutscher Flak abgeschossen, bevor es die Rauchwand legen konnte. Für einige Momente war die USS Corry deshalb das einzige für die Deutschen sichtbare alliierte Schiff, was dazu führte, dass die deutschen Geschütze ihre Salven auf den amerikanischen Zerstörer konzentrierten. Das Schiff begann zu manövrieren, um den Geschossen auszuweichen, was in dem noch stark verminten Abschnitt jedoch gefährlich war. Der Maschinist Mate G. Gullickson bemerkte:

“All of a sudden, the ship literally jumped out of the water! As the floor grates came loose, the lights went out and steam filled the space. […] It was total darkness with steam severely hot and choking.”

„Auf einmal sprang das Schiff buchstäblich aus dem Wasser! Als die Gitterroste herabfielen, ging das Licht aus, und Dampf erfüllte den Raum. […] Es war völlig dunkel wegen des Dampfes, der brennend heiß und erstickend war.“

Das Schiff war mittschiffs auf eine Mine gefahren und begann zu sinken. Gullickson, der zu diesem Zeitpunkt bereits bis zu seiner Weste im Wasser war, berichtete weiter: “At this time, there was another rumble from underneath the ship”. (Deutsch: „Zu diesem Zeitpunkt gab es ein erneutes Rumpeln von unterhalb des Schiffes.“) – Die USS Corry war zum zweiten Mal auf eine Mine gelaufenen und brach in zwei Teile. Viele der Besatzungsmitglieder ertranken oder erlitten Verbrennungen und Erstickungen.
Um 6:30 Uhr, 30 Minuten nach Sonnenaufgang, begannen die Landungen am Utah und Omaha Beach. Die vor der Küste liegenden Schiffe stellten ihren Beschuss kurz vorher ein und verlegten teilweise ihre Ziele weiter ins Hinterland, um die Soldaten an den Stränden nicht zu gefährden.

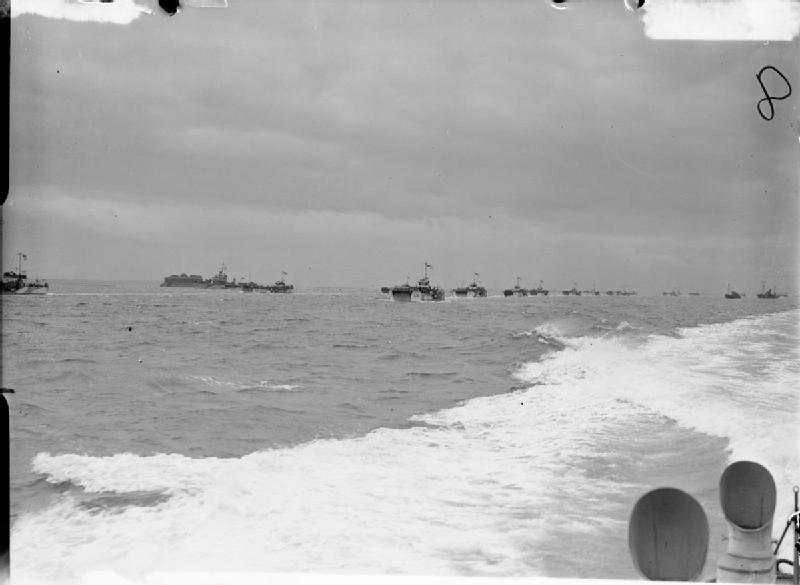
Britische Landungsschiffe fahren in Richtung Normandie

Ian Michie, ein Soldat der Royal Navy, der sich an Bord des britischen Kreuzers Orion befand, berichtete Folgendes: “Our shooting was very good and direct hits were soon beeing recorded. We scored thirteen direct hits on the battery before shifting target.” (Deutsch: „Unser Beschuss war sehr gut, und wir konnten bald einige Volltreffer verzeichnen. Uns gelangen dreizehn Volltreffer auf die Batterie, bevor wir das Ziel wechselten.“) Die Batterien in Longues-sur-Mer, Pointe du Hoc und an anderen Stellen wurden durch die Schiffsartillerie nur geringfügig beschädigt, aber nicht zerstört, und sind teilweise noch heute vorhanden. In Stephen E. Ambroses Buch D-Day wird zu einem Bericht der Royal Navy aufgeführt:

“An official report from the Royal Navy admitted that‚ no serious damage either to the concrete structures or the guns in the strong points‘ was achieved, but pointed out that the shelling‚ effectively neutralized the positions by terrifying the enemy personnel in them and by preventing them from manning their weapons and firing on the troops during the landings‘.”

„Ein offizieller Bericht der Royal Navy erkannte, dass‚ weder den Betonbauten noch den Geschützen in den befestigten Stellungen erheblicher Schaden‘ zugefügt werden konnte, hob jedoch hervor, dass der Beschuss die‚ Stellungen praktisch ausschaltete durch die Zermürbung der feindlichen Besatzungen darin und dadurch, dass sie von der Besetzung ihrer Waffen und der Beschießung der Einheiten während der Landung abgehalten werden konnten‘.“

Dies war laut Ambrose allerdings eher Wunschdenken, denn diverse deutsche Geschützbesatzungen konnten ihre Stellungen erneut bemannen, nachdem die Schiffe die Küste unter Beschuss genommen hatten. Die Batterien konnten allerdings aufgrund der alliierten Vorkehrungen wie beispielsweise dem Einsatz von künstlichen Rauchwänden keine oder nur wenige Ziele ausmachen und gezielt beschießen.
Die deutschen Batterien wurden meist mit anderen Mitteln ausgeschaltet. So wurde die Artilleriebatterie bei Merville im Verlauf der Operation Tonga von britischen Fallschirmjägern zerstört. Gleiches versuchten US-amerikanische Ranger-Einheiten bei der Batterie am Pointe du Hoc, die allerdings nach der Eroberung des Geländes feststellen mussten, dass die Geschütze weiter ins Hinterland verlegt worden waren. Nach kurzer Suche konnten einige Ranger die Geschütze jedoch unbewacht im Hinterland finden und unschädlich machen.

## Gefechte im Kanalbereich, an der Küste der Normandie und in der Bretagne

### Juni 1944

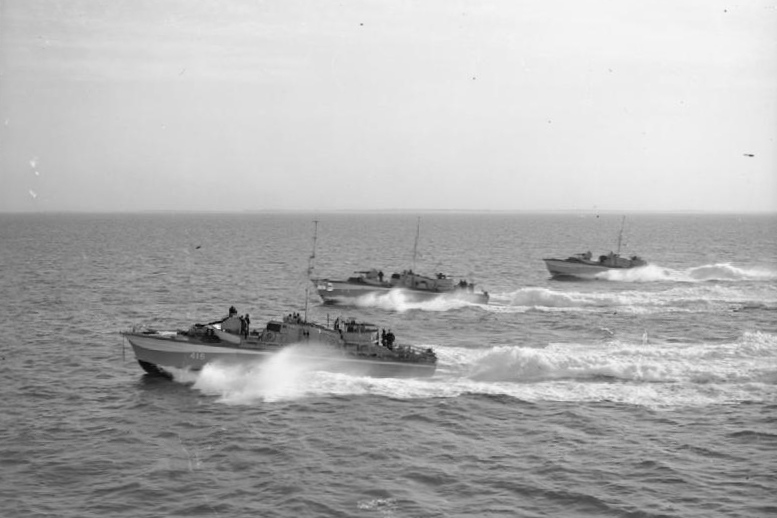
Drei britische Motortorpedoboote kehren von der Suche nach deutschen Schnellbooten bei Cherbourg zurück

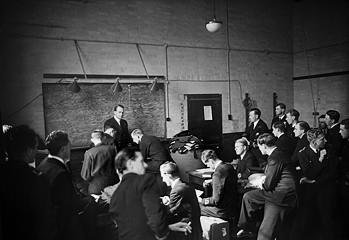
Lieutenant Commander Peter Scott gibt britischen Motortorpedobootbesatzungen in der Basis HMS Vernon eine Einweisung zur Jagd auf deutsche Schnellboote

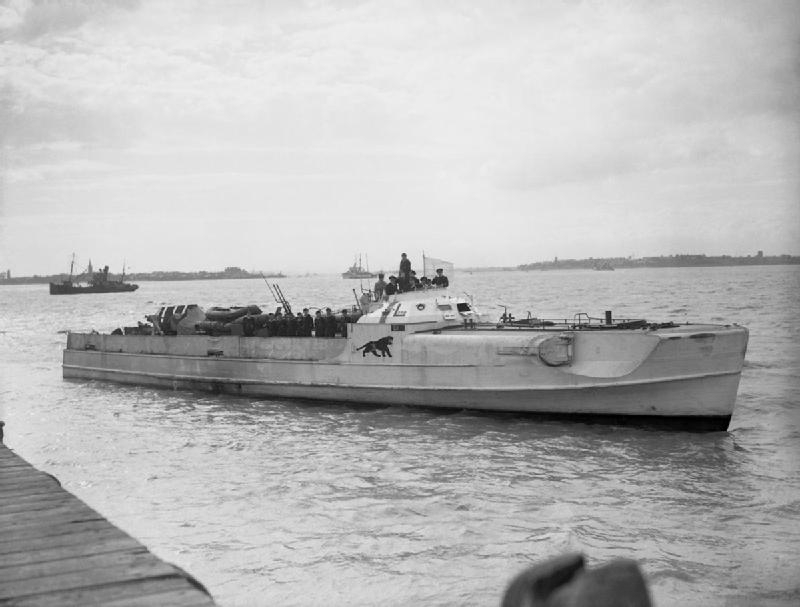
Deutsches Schnellboot in der Normandie

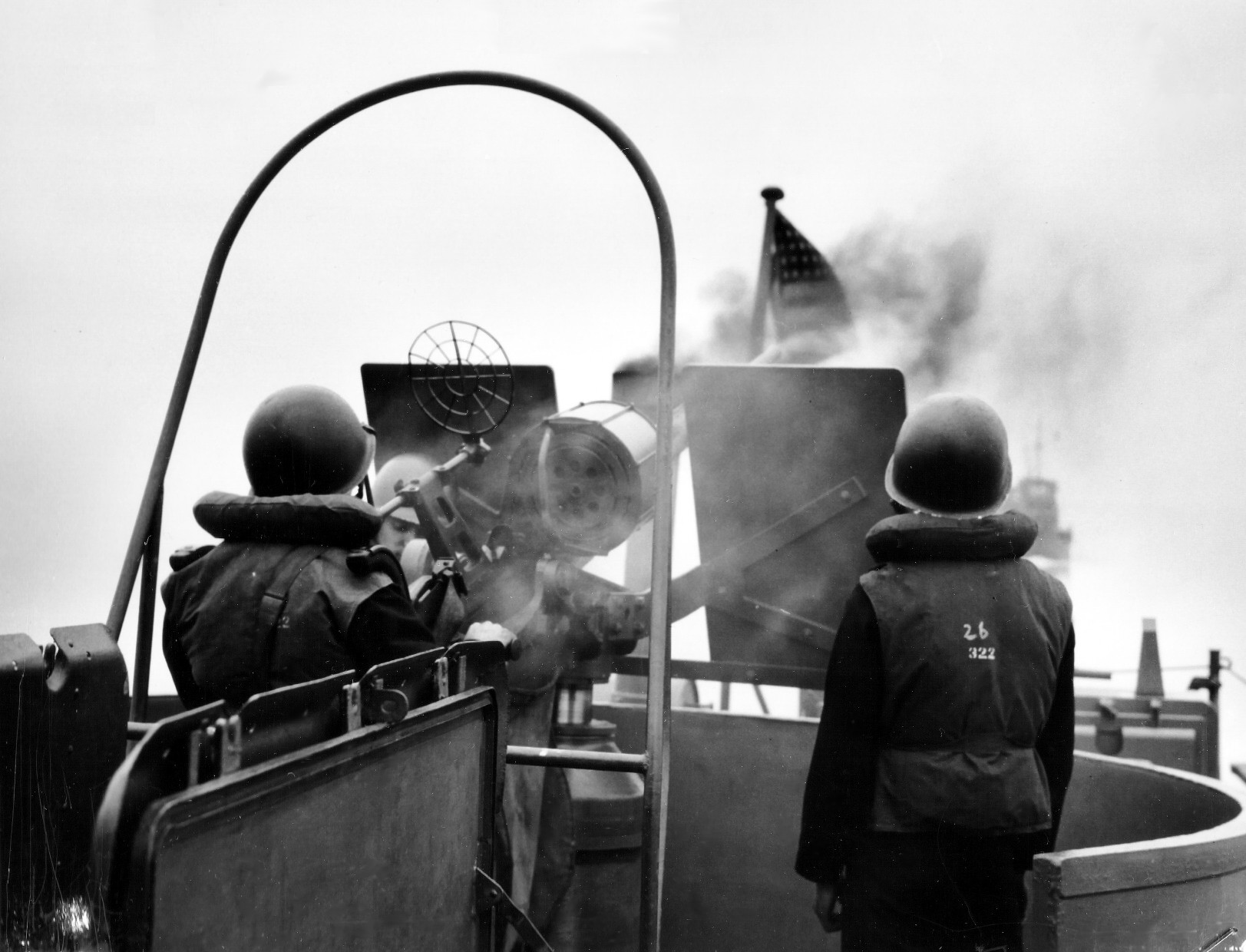
20-mm-Flugabwehrgeschütz auf einem Kriegsschiff

In den folgenden Tagen versuchten deutsche Torpedoboote, die Landungsoperationen durch Torpedoangriffe und Minensperren zu stören, dies blieb allerdings größtenteils erfolglos.
Aus Cherbourg liefen in der Nacht zum 7. Juni die deutschen 5. und 9. Schnellboot-Flottillen aus. Bereits auf dem Auslaufweg gingen vor Cap Barfleur zwei Schnellboote auf einer von der britischen 64. Motortorpedobootflottille zuvor gelegten Minensperre verloren. Dagegen durchbrachen vier Schnellboote die Verteidigungslinien der alliierten Küstenstreitkräfte und versenkten zwei Landungsschiffe vor St. Vaast.
Vor Le Havre kam es in derselben Nacht zu einem Gefecht zwischen der deutschen 4. Räumbootsflottille und der britischen 55. Motortorpedobootflottille und der kanadischen 29. Motortorpedobootflottille, bei dem ein deutsches sowie zwei alliierte Schiffe schwer beschädigt wurden. Am selben Tag führten die 2. und 8. Schnellboot-Flottillen von Ostende einen erfolglosen Aufklärungsvorstoß in die südliche Nordsee aus.
Um 5:15 Uhr am Morgen des 8. Juni sank die alliierte Fregatte HMS Lawford, möglicherweise nach einem Treffer durch eine funkgesteuerte Gleiterbombe Henschel Hs 293, die von einer Dornier Do 217 abgeworfen wurde.
Auch in der Nacht vom 7. auf den 8. Juni kam es zu Gefechten, in denen sowohl alliierte Landungsboote als auch deutsche Schnellboote versenkt wurden. Die Deutschen versenkten zudem einige ihrer Schiffe selbst, um eine Übernahme durch die Alliierten zu verhindern. Die Alliierten erlitten ihrerseits mehrere Verluste durch Seeminen, unter anderem zwei Zerstörer. Andere Schiffe wurden durch deutsche Luft- oder Artillerieangriffe zerstört, meistens Schiffe, die vorher durch Minentreffer bewegungsunfähig gemacht worden waren.
Zwischen dem 6. und 30. Juni 1944 setzten die Deutschen mehrere U-Boote ein, um den alliierten Seestreitkräften entgegenzuwirken. Im Großteil der Fälle wurden diese U-Boote jedoch von alliierten Flugzeugen beschädigt oder zerstört und konnten dem Gegner nur Verluste von etwa fünf Schiffen zufügen.
In der Nacht vom 8. auf den 9. Juni versuchte die Kriegsmarine mit vier Zerstörern, den letzten größeren in Frankreich liegenden Schiffen, von Brest aus in den Invasionsraum vorzudringen. Der deutsche Admiral Krancke hatte dies befohlen, wovon der alliierte Nachrichtendienst jedoch erfuhr. Die 10. Zerstörerflottille der Royal Navy wurde entsandt, um den deutschen Verband anzugreifen. Nordwestlich der Isle de Bas kam es gegen 1:30 Uhr nachts zum Kampf zwischen der deutschen und der alliierten Zerstörerflottille, die aus vier britischen, zwei kanadischen und zwei polnischen Zerstörern bestand. Nach vier Stunden Kampf versenkten die Alliierten den deutschen Zerstörer ZH 1 und beschädigten Z 32 so schwer, dass sie auf Grund gesetzt werden musste. Die zwei restlichen Zerstörer kehrten, ebenfalls schwer beschädigt, nach Brest zurück. Auf alliierter Seite wurde die Tartar schwer beschädigt.
In der Nacht vom 14. auf den 15. Juni griffen 234 Lancaster-Bomber des Bomber Command der Royal Air Force die französische Stadt Le Havre an. Ein Flugzeug ging bei der Aktion verloren. Auf der anderen Seite verzeichneten die Deutschen Verluste von drei Torpedobooten, sechzehn Schnellbooten, zwei Geleitbooten sowie von zwei Räumbooten, sieben Minensuchern und acht Vorpostenbooten. Außerdem wurden ein Artilleriefährprahm und mehrere kleinere Hilfskriegsschiffe und Hafenfahrzeuge zerstört. In der darauf folgenden Nacht vom 15. auf den 16. Juni griffen 297 Bomber der Alliierten Boulogne an. Die deutschen Verluste beliefen sich auf drei Räumboot-Begleitschiffe, sechs Räumboote, drei Minensucher sowie zwei Vorpostenboote, zwei Artilleriefährprähme, drei Schlepper und fünf Hafenschutzboote. Des Weiteren wurden zwei Räumboote schwer beschädigt. Außerdem wurde der deutsche Tanker Sonderburg am 15. Juni im Hafen von Cherbourg als Blockschiff selbst versenkt.
In der Folgezeit kam es immer wieder zu Gefechten zwischen Hilfskriegsschiffen, bei denen Schnell-, Motor-, Räumboote und ähnliche Schiffe, manchmal aber auch alliierte Zerstörer und Fregatten zum Einsatz und diverse Male auch zu Schaden kamen. Diese Gefechte fanden bis mindestens Ende Juli vor der Normandie und der Bretagne statt. Außerdem attackierte die deutsche Luftwaffe die alliierte Armada aus der Luft mit Bombern, Jägern und dem Abwerfen von Minen.
Am 19. Juni 1944 traf die Kommandobootflottille 211 mit zehn Kommando- und vierundzwanzig Sprengbooten in Bolbec östlich von Le Havre ein und wurde in der Nacht vom 20. auf den 21. Juni zu einem vorgeschobenen Stützpunkt bei Honfleur verlegt. Der erste Angriff dieser Flottille sollte in der Nacht vom 25. auf den 26. Juni stattfinden. Für diesen Angriff wurden am Abend desselben Tages acht Kommando- und neun Sprengboote entsandt, die von Räumbooten in Schlepp genommen worden waren. Eines der Sprengboote stieß jedoch gegen die Bordwand eines Räumbootes, explodierte und versenkte das Räumboot sowie zwei Kommandoboote. Trotz des Unglücks wurde die Fahrt fortgesetzt, die Aktion wurde jedoch etwas später durch schlechtes Wetter gestört und die Schiffe kehrten zurück. Nachdem zwei weitere Versuche im Juni aufgrund von Unglücken und Materialfehlern zu Misserfolgen geführt hatten, befahl Adolf Hitler, den Einsatz von Sprengbooten in der Seinebucht zu stoppen und stattdessen Kleinst-U-Boote des Typs Marder einzusetzen. Ab dem 28. Juni traf die Kommandoflottille 361 mit 60 dieser Kleinst-U-Boote, die über den Landweg aus Deutschland herantransportiert worden waren, in Trouville ein. Die Einheit wurde anschließend in einen Wald bei Villers-sur-Mer verlegt, um dort ihre Einsätze vorzubereiten.
Zwischen dem 25. und 27. Juni unterstützten alliierte Schiffsverbände die Angriffe im Raum Caen (→ Schlacht um Caen) und Cherbourg (→ Schlacht um Cherbourg). Am 25. Juni traf ein Kleinst-U-Boot des Typs Biber in Rouen ein, das von Kiel über Aachen und Paris herantransportiert worden war. Von dort aus sollten mit dem Boot die Brücken über den Caen-Kanal und die Orne angegriffen werden. Der Einsatz wurde jedoch statt mit dem Biber durch deutsche Kampfschwimmer ausgeführt und schlug fehl. Über den Verbleib des Bootes ist nichts bekannt.
Bis zum 25. Juni verlor die Western Naval Task Force drei Zerstörer, einen Begleitzerstörer, zwei Minenräumboote und diverse kleinere Schiffe und Landungsboote. Außerdem wurden diverse Schiffe, so auch zwei Zerstörer, schwer beschädigt.

### Juli 1944

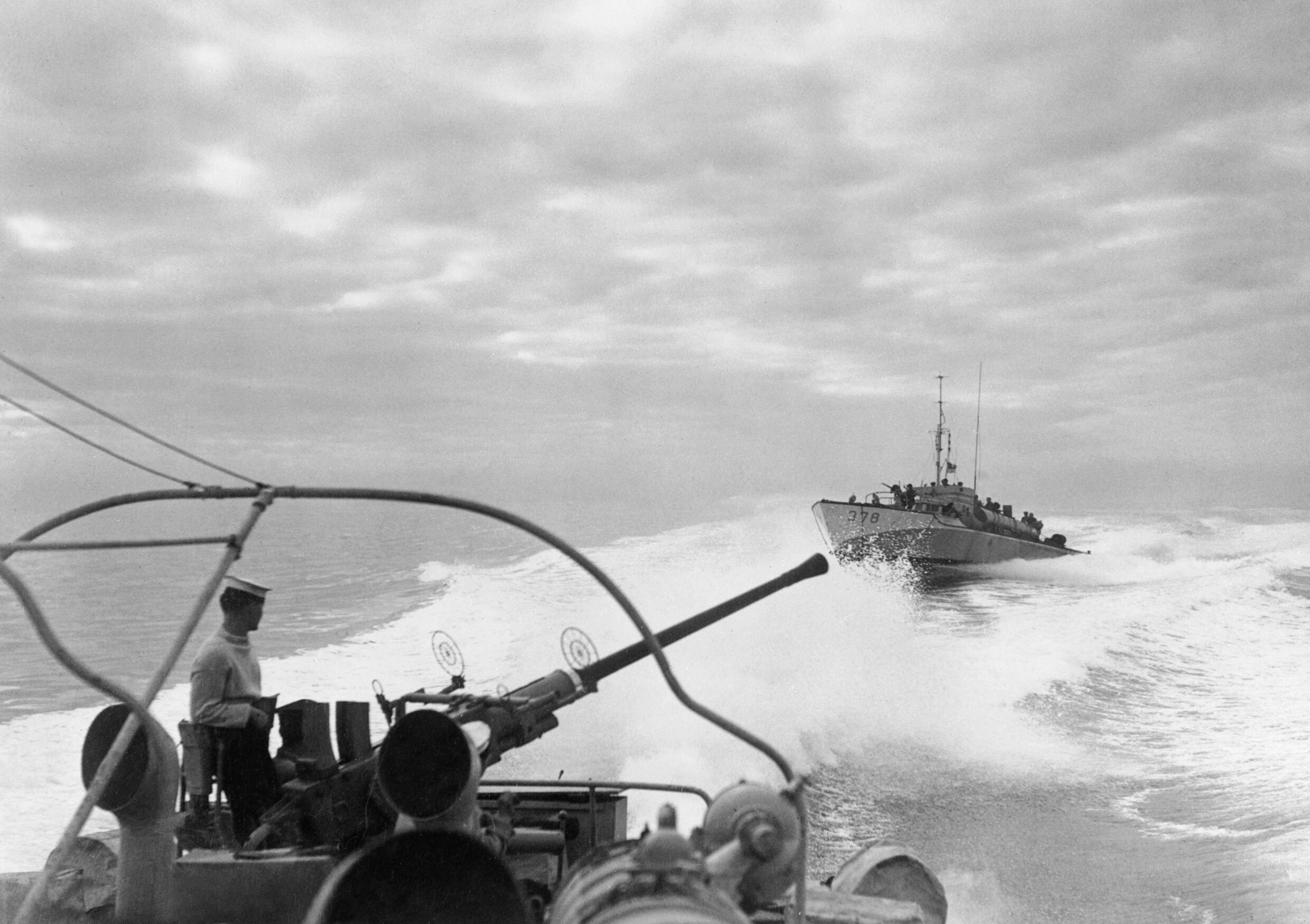
Britisches Motortorpedoboot

Als einige Schnellboote in Le Havre einliefen, explodierte in der Nacht vom 5. auf den 6. Juli aus nicht genau bekannten Gründen die Torpedo-Werkstatt im dortigen Hafen: 41 Torpedos wurden zerstört, und die Schnellboot-Operationen mussten wegen des darauffolgenden Torpedomangels stark eingeschränkt werden.
In der Nacht vom 5. auf den 6. Juli wurden 26 der in Villers-sur-Mer stationierten Einmann-Torpedos des Typs „Marder“ gegen den alliierten Landungsbereich eingesetzt. Die Operation wurde von den Deutschen als Erfolg gewertet. Elf der Boote meldeten Erfolge, obwohl tatsächlich nur zwei alliierte Minensucher und ein Geleitzerstörer versenkt worden waren. Im Gegensatz dazu kehrten allerdings nur sechzehn der Kleinst-U-Boote wieder zurück. Bei einem erneuten Einsatz in der darauffolgenden Nacht setzten die Deutschen 21 „Marder“ ein und konnten einen Minensucher zerstören sowie den alten polnischen Kreuzer Dragon so schwer beschädigen, dass dieser nur noch als Wellenbrecher im „Mulberry B“ eingesetzt werden konnte. Von den U-Boot-Besatzungen kehrte niemand zurück.
Außerdem kam es während des gesamten Monats zu Kampfhandlungen deutscher und alliierter Kriegsschiffe, bei denen meist Schnellboote oder Motortorpedoboote zerstört wurden, manchmal aber auch alliierte Zerstörer.

### August 1944
Vom 1. bis 27. August 1944 kämpften alliierte Seeverbände im Kanalgebiet und an der Küste der Biskaya gegen mehrere deutsche U-Boote, von denen elf versenkt wurden. Auf alliierter Seite ging nur ein Schiff verloren. Mitte August traf eine neue Welle deutscher U-Boote im Kanalbereich ein, denen es gelang, unter Verlust von vier U-Booten sechs alliierte Schiffe zu versenken sowie ein weiteres so schwer zu beschädigen, dass es kampfuntauglich war. Am 27. August wurden die fünf übrig gebliebenen deutschen U-Boote nach Norwegen zurückgerufen. Während der Rückfahrt legte eines der U-Boote, U 218, am 20. August eine Minensperre bei Start Point, auf der am 10. Juli 1945 der britische Trawler Kned verlorenging.
Anfang August traf die Kommandobootflottille 211 in Houlgate ein, um einen kombinierten „Marder“- und „Linsen“-Einsatz unter gleichzeitiger Beteiligung von Schnellboot-Flottillen durchzuführen. In der Nacht vom 2. auf den 3. August fand der Einsatz statt, verbunden mit einem Luftangriff. Beteiligt waren eine aus sechzehn Kommando- und 28 Sprengbooten vom Typ „Linse“ bestehende Gruppe sowie eine zweite Gruppe mit 58 Einmann-Torpedos vom Typ „Marder“. Es gelang den Deutschen, den Zerstörer HMS Quorn, einen Trawler und ein Landungsboot zu versenken und zwei Frachter zu beschädigen. Mindestens sechs der „Marder“ wurden von den Alliierten zerstört, ein weiterer wurde unbeschädigt erbeutet. Zum letzten Mal wurden in der Nacht vom 16. auf den 17. August 42 „Marder“ eingesetzt. Sie versenkten ein alliiertes Schulboot, ein Landungsboot sowie den durch einen Schnellboot-Angriff beschädigten Frachter Iddesleigh. Nur sechzehn „Marder“ kehrten von dem Einsatz zurück.
Zwischen dem 5. und 30. August 1944 versenkten die Deutschen bei der Räumung der Häfen diverse eigene Schiffe in Le Verdon, Nantes, Brest, Saint-Malo, an der Seine und bei Paris sowie in Saint-Nazaire, an der Gironde und in Bordeaux. Insgesamt waren ein Wohnschiff, ein Zerstörer, ein Versorgungstanker, zwei Frachter, zwei Hilfsminensucher, drei Minensucher, vier Motortorpedoboote, sechs Sperrbrecher, neun Tanker, neun Räumungsboote, fünfzehn Vorpostenboote, einundzwanzig Handelsschiffe sowie zahlreiche kleinere Schiffe betroffen.

## Natürliche Gefahren – Stürme und Seegang

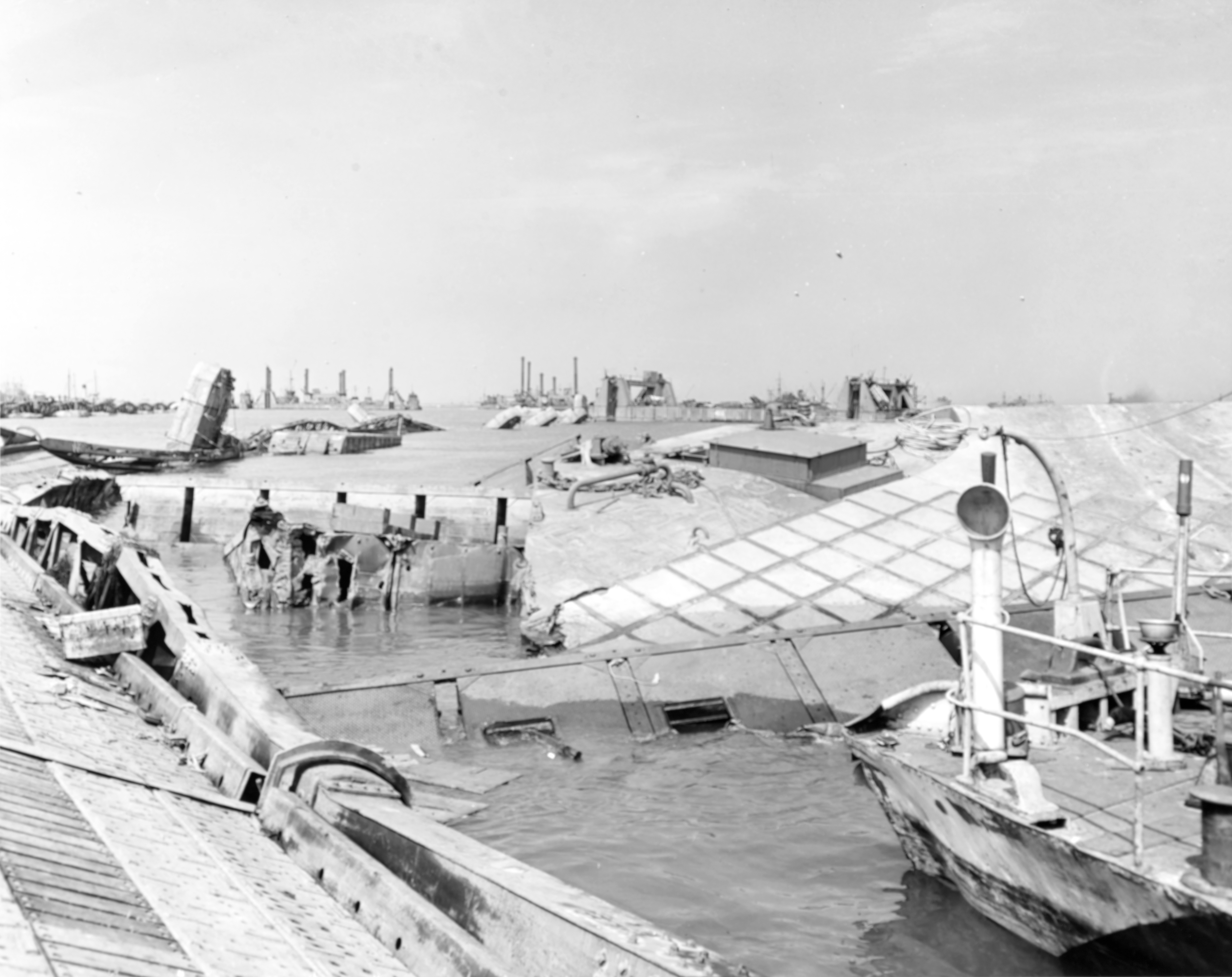
„Mulberry A“ nach der Zerstörung durch den Sturm

Gefahren für alliierte oder deutsche Schiffe drohten jedoch nicht nur bei Gefechten mit Schiffen der jeweiligen Gegenseite. Auch durch die Natur verloren beide Seiten Schiffe. So wurde beispielsweise der britische Zerstörer Fury am 21. Juni vor Sword Beach durch einen Minentreffer beschädigt. Nachdem er in Schlepp genommen worden war, rissen in einem Sturm die Trossen. Der Zerstörer lief auf Grund und ging verloren.
Aufgrund des Seegangs und hoher Windgeschwindigkeiten sanken bei der Überfahrt am 5. und 6. Juni einige kleinere Schiffe der Alliierten. Außerdem litten die meisten Heeressoldaten, welche die Schifffahrt nicht gewohnt waren, unter Übelkeit. Einige der schwimmfähig gemachten Panzer (→ DD tank) sanken aufgrund hoher Wellen.
Vom 18. bis 22. Juni 1944 herrschte im Kanalgebiet ein schwerer Sturm, der Einsätze der Streitkräfte auf beiden Seiten unmöglich machte. Die Alliierten stoppten die Nachschublieferungen von England nach Frankreich und unterbrachen die Entlade- und Transporteinsätze am Landekopf. Während der nächsten vier Tage war das alliierte Expeditionskorps dem vielleicht heftigsten Sturm im Ärmelkanal seit 40 Jahren ausgesetzt. Im Sturm wurde der alliierte künstliche Hafen „Mulberry A“, der vor Omaha Beach bei Saint-Laurent-sur-Mer lag, weitgehend zerstört und unbrauchbar (→ vgl. Die Mulberrys).

## Versorgung der Alliierten

### Die Mulberrys
Die Planung des Supreme Headquarters Allied Expeditionary Force sah im Rahmen der Operation Neptune nach der erfolgreichen Landung in der Normandie die Errichtung zweier großer Anlegestellen für Transportschiffe vor. Ein Hafen, „Mulberry A“, sollte vor Vierville–Saint-Laurent von den Amerikanern, und ein zweiter, „Mulberry B“, vor Arromanches von den Briten errichtet werden. Die Einzelteile wurden in England vorgefertigt und vor der Normandieküste zusammengebaut.
In der ersten Phase der Errichtung der Mulberrys wurden am 9. Juni 1944 53 alte Handels- und Kriegsschiffe der Alliierten etwa 1400 Meter vor dem Strand der Normandie von den Alliierten versenkt, um ein vier Meilen großes Becken zu bilden. An Land bauten die Alliierten große Speicherhäuser, alte Straßen wurden verbreitert und neue zum schnelleren Warenabtransport zur Front angelegt.
Im Sturm wurde „Mulberry A“, der vor Omaha Beach lag, weitgehend zerstört und unbrauchbar. Viele Landungsfahrzeuge wurden außerdem im Verlaufe des Sturms an den Strand geworfen und zerstört, was die Landung von alliierten Nachschubgütern stark störte. Die Amerikaner verzichteten auf die Reparatur, sodass die noch verwendbaren Teile zur Komplettierung des leichter beschädigten Hafens „Mulberry B“ benutzt werden konnten. Bei Vierville-Saint-Laurent entluden die Amerikaner allerdings noch Transportschiffe an Land, was sich später sogar als effektiver erwies als die Entladung auf See.
Der britische Hafen „Mulberry B“ ging kurz darauf voll in Betrieb. Insgesamt konnten hier bis zum 31. Oktober 628.000 Tonnen Nachschubgüter, 40.000 Fahrzeuge und 220.000 Soldaten an Land gehen.

### Der Hafen von Cherbourg

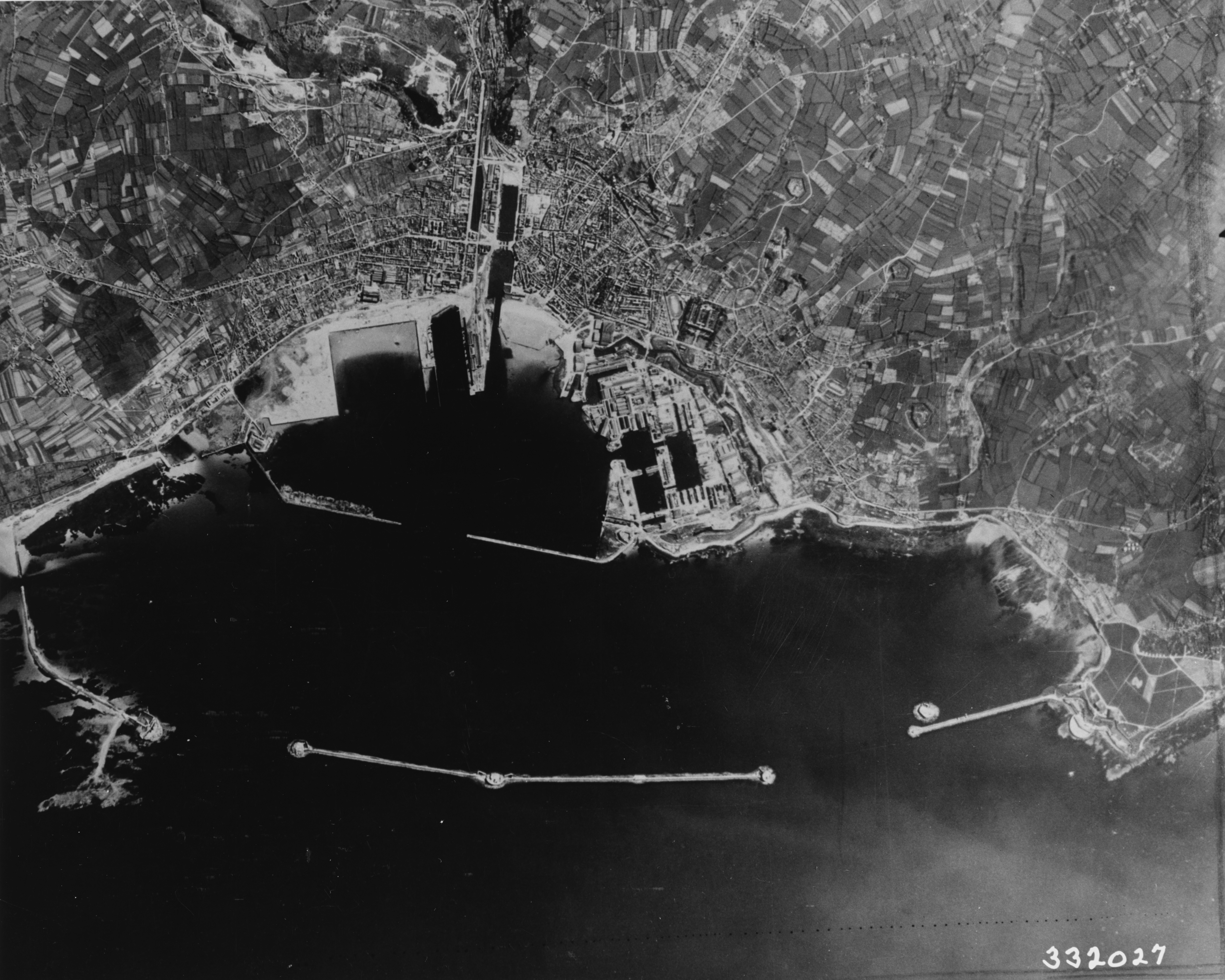
Luftaufnahme der Stadt Cherbourg und des Hafens aus dem Jahr 1944

Nachdem der Stadtkommandant von Cherbourg am 26. Juli gegenüber den Amerikanern kapituliert hatte, fiel der Hafen der Stadt in alliierte Hände. Er war durch zahlreiche Schiffswracks blockiert, vermint und zu großen Teilen zerstört. Zuerst räumten die Alliierten die Minen mit Minensuchbooten und Tauchern, wonach eine Bergung der versenkten Schiffe folgte, um den Hafen wieder befahrbar zu machen. Außerdem mussten Schutt und zerstörte Gebäude beseitigt bzw. repariert werden.
Nach fünfzehn Tagen war der Hafen so weit instand gesetzt, dass er teilweise wieder benutzt werden konnte. Jedoch war der ganze Hafen erst nach drei Monaten, in denen Tag und Nacht gearbeitet werden musste, vollständig instand gesetzt.
Gilles Perrault bezeichnete den Hafen als „die wichtigste Versorgungsader der alliierten Streitkräfte“. Am 7. September gingen 23.000 neue amerikanische Soldaten in Cherbourg an Land, um weiter an die Front transportiert zu werden. Ab dem 15. Oktober wurden täglich mehr als 20.000 Tonnen Ausrüstungsmaterial umgeschlagen, woraufhin der Hafen am 2. November mit 133 anlegenden Schiffen sowie mit einer Million Bruttoregistertonnen zum größten Umschlagplatz der Welt wurde, was jedoch bereits im Februar 1945 von zwei Millionen Bruttoregistertonnen im selben Hafen übertroffen werden konnte.

### Operation PLUTO (Pipe-Lines Under The Ocean)
Die Operation PLUTO (Pipe-Lines Under The Ocean) war eine Entwicklung britischer Wissenschaftler, um mittels einer unter dem Ärmelkanal verlaufenden Pipeline raffinierte Treibstoffe von Großbritannien nach Frankreich zu transportieren. Der Plan wurde von A.C. Hartley, dem Chefingenieur der Anglo-Iranian Oil Company, entwickelt, nachdem er von Admiral Louis Mountbatten konzipiert worden war.
Prototypen der Pipeline wurden im Mai 1942 über dem Fluss Medway und im Juni über dem Firth of Clyde erfolgreich getestet. Danach wurde mit der Produktion begonnen.
Die erste Pipeline wurde am 12. August 1944 zwischen der Isle of Wight und Cherbourg gelegt; sie war 70 Seemeilen (ca. 135 Kilometer) lang. Später wurden weitere Pipelines bei Cherbourg und noch später auch durch die Straße von Dover gelegt. Schlepper zogen riesige Trommeln über den Kanal und wickelten die Leitungen ab, verbanden die Teilstücke miteinander und verlegten sie. Die Operation war aufgrund sorgfältiger Vorbereitungen innerhalb von zehn Stunden beendet.
Mit der Pipeline wurden im Januar 1945 noch 300 Tonnen Treibstoff pro Tag gepumpt, die Leistung wuchs danach schnell auf mehr als 4.000 Tonnen pro Tag. Insgesamt wurden 172 Millionen Gallonen Treibstoffe bis zum Tag der deutschen Kapitulation Anfang Mai 1945 durch die Pipeline gepumpt. Neben den Mulberry-Häfen wird PLUTO als eine der größten militärischen Ingenieurleistungen der Geschichte angesehen.

## Nachwirkungen
Durch die große Anzahl an eingesetzten Schiffen, den Bau der Pipelines unter dem Kanal, die künstlichen Häfen und durch die Eroberung des für die Versorgung wichtigen Hafens von Cherbourg sowie durch das Zusammenspiel von Marine-, Luft- und Landstreitkräften gelang es den Alliierten, eine feste Basis in Frankreich zu etablieren und dadurch schließlich ihr Kriegsziel einer Eroberung Deutschlands zu erreichen. Außerdem gelang es, den Luftraum und auch den größten Teil des Kanalgebietes zu beherrschen.
Anschließend konnten sich die Alliierten auf andere Einsatzorte für ihre Schiffe konzentrieren. Beispielsweise konnten sich die Amerikaner mehr dem Pazifikkrieg zuwenden, wenngleich deutsche U-Boote weiterhin eine Gefahr darstellten.
Im Oktober 1944 eroberten die Alliierten den Hafen von Antwerpen, einen der größten Nordseehäfen. Diesen konnten sie aber erst benutzen, nachdem kanadische Streitkräfte in der Schlacht an der Scheldemündung (2. Oktober bis 8. November 1944) die Halbinsel freigekämpft hatten, die nördlich des Hafens liegt. Ab dann änderten sich die Nachschubströme erheblich; der Red Ball Express wurde am 16. November 1944 eingestellt.

## Verarbeitungen und weiterführende Informationen

### Filme
- Der Dokumentations-Spielfilm D-Day – Entscheidung in der Normandie des britischen Fernsehsenders BBC dokumentiert die Ereignisse während der Vorbereitungsphase „Exercise Tiger“, des D-Day und in der Folgezeit.
- Im 1962 erschienenen, von Darryl F. Zanuck produzierten Spielfilm Der längste Tag wird die Bombardierung der Strände durch die Schiffsartillerie sowie die Anlandung dort nachgestellt. Der Film basiert auf dem gleichnamigen Roman von Cornelius Ryan. Des Weiteren stellt der Film auch andere Operationen der alliierten Landung in der Normandie dar.
- Der Film Der Soldat James Ryan von Steven Spielberg stellt die Landung der Alliierten auf Omaha Beach nach. Besonders die längere Anfangssequenz zeigt schonungslos und realistisch den Schrecken des Krieges.

#### In deutscher Sprache
- Tony Hall (Hrsg.): Operation „Overlord“. Motorbuch Verlag, 2004, ISBN 3-613-02407-1 – Umfassendes Werk internationaler Autoren zu den Aspekten der Operation Overlord. Das Buch ist thematisch gegliedert.
- Janusz Piekalkiewicz: Invasion. Frankreich 1944. München 1979 – Das Buch beschreibt die Geschehnisse der Operation ausführlich, ist gut bebildert und enthält auch Briefwechsel, Originalberichte, Presseberichte etc.
- Will Fowler: D-Day: The First 24 Hours. Amber Books Ltd., London 2003, ISBN 3-85492-855-6 – Fowlers Buch beschreibt ausschließlich die Operation Neptune, dies allerdings mit guter Bebilderung und vielen Karten.
- Walter Lohmann und Hans H. Hildebrand: Die deutsche Kriegsmarine 1939–1945. Bad Nauheim 1956–64 – Werk zur Geschichte der deutschen Kriegsmarine während des Zweiten Weltkriegs.
- Percy E. Schramm (Hrsg.): Kriegstagebuch des Oberkommandos der Wehrmacht 1944–1945. Teilband 1, ISBN 3-7637-5933-6 – Kommentierte Ausgabe des Kriegstagebuchs des Oberkommandos der Wehrmacht, insgesamt bestehend aus acht Bänden, von denen sich einer unter anderem mit der Lage an der Westfront im Jahr 1944 beschäftigt.

#### In englischer Sprache
- Anthony Hall: Operation Overlord. D-Day Day by Day. New Line Books, 2005, ISBN 1-84013-592-1 – Tagebuch der Planung, Vorbereitung und Durchführung der Operation Overlord, allerdings nur bis etwa fünfzehn Tage nach dem D-Day.
- Samuel Eliot Morison: History of United States Naval Operations in World War II: 1944–1945. University of Illinois Press, ISBN 0-252-07062-3 – Werk des Marine-Reservisten und Historikers Morison, das die Rolle der US Navy zwischen 1944 und 1945 beschreibt.
- Stephen E. Ambrose: D-Day. Simon & Schuster, 1994, ISBN 0-7434-4974-6 – Dieses Buch basiert auf diversen Interviews mit Zeitzeugen und handelt ausschließlich vom D-Day, dem Tag davor und danach (D-1 und D+1). Ambrose verfasste neben diesem Buch diverse andere Bücher, so beispielsweise das Buch Band of Brothers, das Vorlage für die gleichnamige Fernsehserie war.
- Robin Neillands: The Battle of Normandy – 1944. Weidenfeld & Nicholson military, 2002, ISBN 0-304-35837-1 – Neillands Buch zur Schlacht in der Normandie behandelt diverse Aspekte der Operation Overlord, so unter anderem auch den Seekrieg.
- John Prados: Neptunus Rex – Naval Stories of the Normandy Invasion. June 6, 1944. Voices of the Navy Memorial. Presidio Press, Novato CA 1998, ISBN 0-89141-648-X.